# Ангел, Димитрие
Димитрие Ангел (рум. Dimitrie Anghel; 16 июля 1872, Яссы, Румыния — 13 ноября 1914, там же) — румынский поэт.

## Творчество
Его первые стихотворения были напечатаны в журнале Contemporanul (1890). Далее в 1903 и 1905 году последовали сборники Traduceri din Paul Verlaine и În grădină, а в 1909 Fantazii.
Наиболее примечательны его произведения, написанные в соавторстве со Штефаном Октавианом Иосифом (рум. Ştefan Octavian Iosif), включая драматическую поэму «Legenda funigeilor» (1907), «Cometa» (комедия, 1908), «Caleidoscopul lui A. Mirea» (1908), «Carmen saeculare» (историческая поэма, 1909), опубликованная в 1910, а также проза «Cireşul lui Lucullus».
Около 1911 года он стал проявлять интерес к прозе и опубликовал повести «Povestea celor necăjiţi» (1911), «Fantome» (1911), «Oglinda fermecată» (1912), «Triumful vieţii» (1912) и «Steluţa» (1913).
В 1908 году вместе с Эмилем Гарляну и Штефаном Октавианом Иосифом был в числе основателей Общества писателей Румынии (Societatea Scriitorilor Români).

### Любовная трагедия
Димитрие Ангел и Штефан Иосиф были влюблены в одну и ту же женщину, Наталию Негру (Natalia Negru), которая сначала была женой Штефана, но позднее развелась с ним и вышла замуж за Ангела. Доведённый до отчаяния её изменами, в 1914 году Димитрие Ангел покончил с собой, застрелившись. Годом ранее от сердечного приступа умер Штефан Иосиф.
Похоронен на кладбище «Вечность» в Яссах.